# Croisy
Croisy – miejscowość i gmina we Francji, w Regionie Centralnym, w departamencie Cher.
Według danych na rok 1990 gminę zamieszkiwało 107 osób, a gęstość zaludnienia wynosiła 8 osób/km² (wśród 1842 gmin Regionu Centralnego Croisy plasuje się na 1026. miejscu pod względem liczby ludności, natomiast pod względem powierzchni na miejscu 969.).